# Вузлик

Вузлик і бляшка

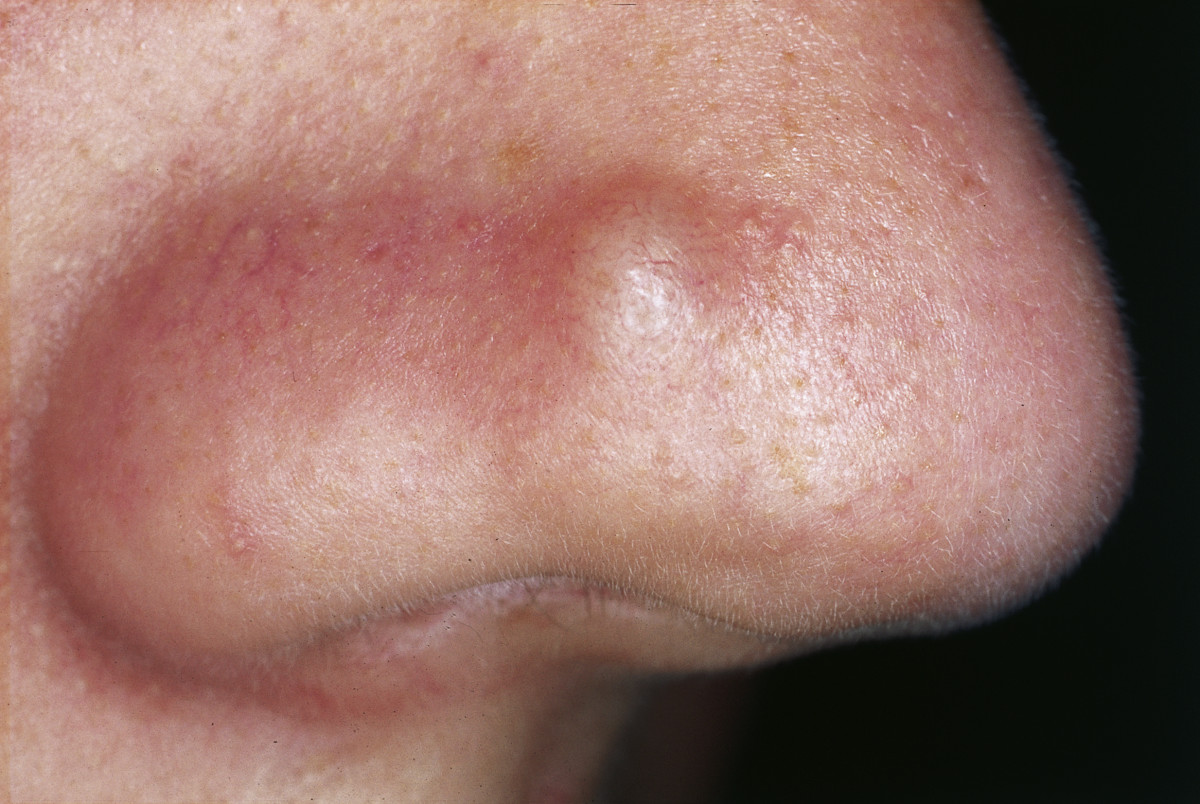
Вузлик на шкірі носа

Вузлик (лат. papula, звідси запозичена назва — папула, яка використовується в сучасній медицині) — вид висипу на поверхні шкіри, безпорожнинне утворення, яке виникає в результаті скупчення клітинного інфільтрату в сосочковому шарі власне шкіри або в результаті розростання епідермісу.
Зазвичай при утворенні вузлика спостерігають зміни і в епідермісі, й у власне шкірі; але в одних випадках переважають зміни у власне шкірі (наприклад сифілітичний вузлик), в інших — в епідермісі (псоріатичний вузлик). Таким чином виділяють епідермальні, дермальні, епідермальні-дермальні вузлики.
У процесі еволюції вузлик часто повністю проходить, може лущитися, зрідка переходить у гіперпігментовану пляму, яка теж невдовзі зникає, не залишаючи сліду.
На поверхні шкіри вузлик зазвичай трохи підноситься у вигляді півкулі чи плоскогір'я, спостерігають також гострокінцеві вузлики.

## Класифікація

### За розміром
- точкові — розміром з просяне зернятко (1-3 мм);
- соцевицисті — розміром з сочевицю (0,4-0,9 см);
- монетисті — розміром з монету (1-4 см);

### За природою
- запальні;
- незапальні (бородавки).

### За розміщенням
- Епідермальні (бородавки)
- Дермальні (сифілітичні)
- Епідермально-дермальні ( червоний плоский лишай)

### За формою
- конічні
- плоскі
- багатокутні
- круглі
- кулясті[1]